# Gelasma smaragdina
Gelasma smaragdina är en fjärilsart som beskrevs av Louis Beethoven Prout 1913. Gelasma smaragdina ingår i släktet Gelasma och familjen mätare. Inga underarter finns listade i Catalogue of Life.